# Liste der kyrkliga Kulturminnen in Sölvesborg (Gemeinde)
Diese Liste der kyrkliga Kulturminnen in Sölvesborg (Gemeinde) zeigt die kirchlichen Kulturdenkmale (schwedisch kyrkliga Kulturminnen) der Gemeinde Sölvesborg in der schwedischen Provinz Blekinge län mit den Ortschaften (schwedisch tätorter) Hällevik, Hörvik, Lörby, Mjällby, Nogersund, Norje, Pukavik, Sölvesborg, Valje und Ysane. Es werden die kirchlichen Kulturdenkmale aufgeführt, die auf dem nationalen Denkmalregister (schwedisch Bebyggelseregistret – BeBR) gelistet sind, welches weitere Informationen zu den registrierten Kirchendenkmälern enthält.

## Begriffserklärung
Kyrkliga kulturminnen (schwedisch für kirchliche Kulturdenkmale) sind in Schweden Bauwerke mit einer direkten Beziehung als religiöse Stätte oder einer religiösen Praxis. Im Gesetz über die kulturelle Umwelt ist festgelegt, dass der kulturelle und historische Wert, das Aussehen und der Charakter von Kirchengebäuden und -geländen erhalten bleiben müssen, insbesondere wenn sie vor 1940 gebaut oder angelegt wurden. Als kyrkliga Kulturminnen zählen u. a. Kirchengebäude und benachbarte Friedhöfe, Kirchhöfe und andere religiöse Stätten, welche dauerhaft oder vollständig in religiöse Praxis einbezogen sind; dabei können Teile dieser Denkmale auch als Einzeldenkmal unter Byggnadsminnen (schwedisch für Baudenkmale) oder ehemalige und verlassene Teile unter Fornminnen (schwedisch für alte/antike Denkmale oder archäologische Funde) registriert sein.

## Legende

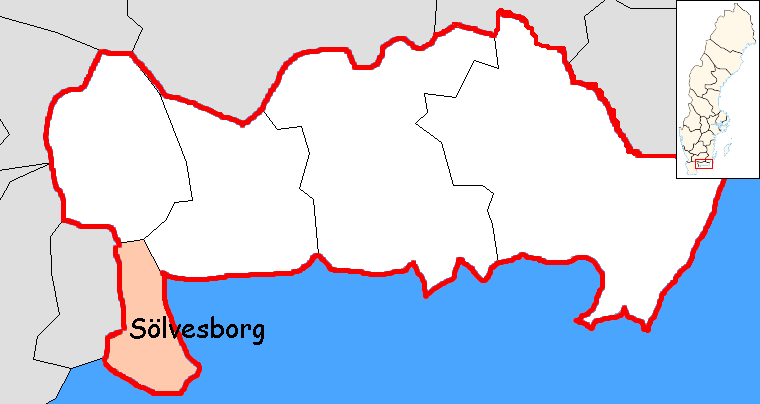
Lage der Gemeinde Sölvesborg

| ID           | = | ID.Nr. des Denkmalregisters (BeBR) im „Swedish National Heritage Board“ (Riksantikvarieämbetet (RAÄ)) |
| Lage         | = | Adresse, Flurstück und Koordinatenangabe des Standorts                                                |
| Bezeichnung  | = | Bezeichnung/Name des Kirchenbauwerks/der religiösen Stätte in Landessprache (schwedisch)              |
| Beschreibung | = | deutscher Name (Funktion/Baujahr, wenn bekannt) sowie eine kurze Beschreibung des Objekts             |
| Bild         | = | Bild des Objekts sowie Verweis auf weitere Bilder                                                     |

## Gemeinde Sölvesborg
| ID             | Lage                                                                      | Bezeichnung         | Beschreibung | Bild           |
| -------------- | ------------------------------------------------------------------------- | ------------------- | --- | -------------- |
| 21300000004813 | Gammalstorps kyrkväg 66 294 93 Sölvesborg (Gammalstorp 1:2, 1:12) (Karte) | Gammalstorps kyrka  | Kirche Gammalstorp (Kirche mit Friedhof, 1793) Die Kirche von Gammalstorp (ca. 8 km nördlich Sölvesborg) befindet sich auf einer Anhöhe, welche früher eine Insel war. Im 12. Jh. stand bereits hier eine mittelalterliche Kirche, welche jedoch für den Kirchenneubau abgerissen wurde, nur Teile der westlichen und südlichen Mauer sind noch erhalten. Die Kirche wurde 1790 - 1793 errichtet, wobei der Kirchturm erst 1823 fertiggestellt wurde. Sie besteht aus einem Langhaus mit Walmdach, einem geraden Altarraum und einer Sakristei an der Ostseite, der westliche Turm wird von einer Haube mit Laterne bekrönt. Im Osten und Süden um das Kirchengebäude befindet sich der Friedhof mit symmetrischen Wegen und fast rechteckigen Grabfeldern (siehe auch geänderte ID) | Weitere Bilder |
| 21300000003805 | Kyrkvägen 4 294 71 Sölvesborg (Mjällby 2:30) (Karte)                      | Mjällby kyrka       | Kirche Mjällby (Kirche mit Friedhof, 1791) Die Kirche wurde von 1788 bis 1791 am nördlichen Rand von Mjällby (ca. 9 km östlich von Sölvesborg) auf den Resten älterer Kirchbauten im gustavianischen Stil errichtet. Sie ersetzte eine romanische Backsteinkirche aus dem 12. Jh.; überliefert ist das zuvor in der Missionszeit hier eine Holzkirche stand, welche auf einem ehemaligen Opferplatz erbaut wurde. Das heutige Kirchengebäude aus Natursteinen besteht aus einem rechteckigen Kirchenschiff mit einem schrägen Chor, einer niedrigen Sakristei im Osten und einem Turm mit Haube und Laterne im Westen. Ein hölzernes Tonnengewölbe im Innern der Kirche wurde bei den Restaurierungen 1896 - 1897 nach den Plänen des Architekten Agi Lindegren hinzugefügt, weitere Restaurierungen erfolgen in den Jahren 1940 - 1946 und 1972. Der die Kirche umgebende Friedhof mit symmetrischen Wegen und fast rechteckigen Grabfeldern wurde in West-Ost-Richtung angelegt. | Weitere Bilder |
| 21300000003558 | Västra Storgatan 4 294 33 Sölvesborg (Pelikanen *5) (Karte)               | Sankt Nicolai kyrka | St.Nikolai-Kirche Sölvesborg (Kirche, 13. Jh.) Die Sankt Nikolai-Kirche befindet sich im nördlichen Stadtzentrum von Sölvesborg, sie wurde Ende des 13. Jh. errichtet und im 14. Jh. um ein Kirchenschiff und einen Turm erweitert. 1649 erhielt das Kirchenschiff einen neuen Giebel im Renaissancestil, ist aber sonst im gotischen Stil erhalten geblieben. Im Innern befinden sich bemerkenswerte Fresken und ein Triumphkreuz aus dem 15. Jh. Das Altarbild und die Kanzel stammen um 1620, die Kanzel trägt die Inschrift: „Regna Firmat Pietas“ (frei übersetzt: Frömmigkeit stärkt die Herrschaft), dem Wahlspruch von Christian IV. Neben der Kirche befinden sich noch Reste eines ehemaligen Karmeliter-Klosters, welches 1486 von Papst Innozenz VIII. gegründet wurde und nördlich das 1833 erbaute Pfarrhaus, welches seit 2010 vom Künstler Jonas Lundh bewohnt wird. Im Vorraum der Kirche bzw. vor Kirche befinden sich zwei bemerkenswerte Runensteine (siehe auch Sölvesborg 18:1, 18:2, der „Sölvesborgsstenen“ (L1979:6773 / DR 356) und der„Stentoftenstenen“ (L1979:6353 / DR 357)) | Weitere Bilder |
| 21300000004815 | Ysanevägen 241-5 294 92 Sölvesborg (Ysane 15:35) (Karte)                  | Ysane kyrka         | Kirche Ysane (Kirche mit Friedhof, um 1300) Die Kirche in der Ortschaft Ysane (ca. 5 km südwestlich von Norje) wurde um 1300 nördlich des Dorfes errichtet und ist der Heiligen Getrud gewidmet. Sie besteht aus einem rechteckigen Kirchenschiff mit einem geraden Chor im Osten und einem Turm (welcher erst 1862 bei der Erweiterung des Kirchenschiffs hinzugefügt wurde) im Westen, welcher auch den Haupteingang bildet. Darüber befindet sich eine Steintafel mit der Namensziffer von Karl XV. Im Jahre 1459 wurden die Gewölbe mit Fresken verziert, welche erst 1931 wiederentdeckt wurden; die geschnitzte Eichenkanzel stammt aus dem 17. Jh., ebenso wie die geschlossenen Kirchenbänke (1665) und die Orgelempore (1698). Ursprünglich hatte die Kirche keinen Turm, sondern nur einen freistehenden hölzernen Glockenturm, die beiden Glocken von 1808 und 1897 befinden sich heute im westlichen Turm mit achtseitiger Laterne und einem Kreuz als Spitze. Die umfassenden Renovierungsarbeiten von 1938, wurden in den Jahren 1969, 1996 und 2002 z.B. mit der Ergänzung des Ziegelsteinboden und der Restaurierung der Fresken im Innern fortgesetzt. Der sich nach Süden auf meist symmetrischen Wegen erstreckende Friedhof wird von einer historischen Natursteinmauer umschlossen. | Weitere Bilder |